# 瑟里西拉福雷
瑟里西拉福雷（法語：Cerisy-la-Forêt，法語發音：[səʁizi la fɔʁɛ]）是法国芒什省的一个市镇，属于圣洛区。

## 地理
瑟里西拉福雷（49°11'42"N, 0°56'12"W）面积23.81 平方千米，位于法国诺曼底大区芒什省，该省份为法国西北部沿海省份，西、北、东北三面环大西洋，东起顺时针与卡爾瓦多斯省、奧恩省、马耶讷省和伊勒-维莱讷省接壤。
与瑟里西拉福雷接壤的市镇（或旧市镇、城区）包括：勒莫莱-利特里、蒙菲凯、埃勒河畔圣玛格丽特、图尼耶尔、贝里尼、库万、埃勒河畔圣乔治、圣让德萨维尼。

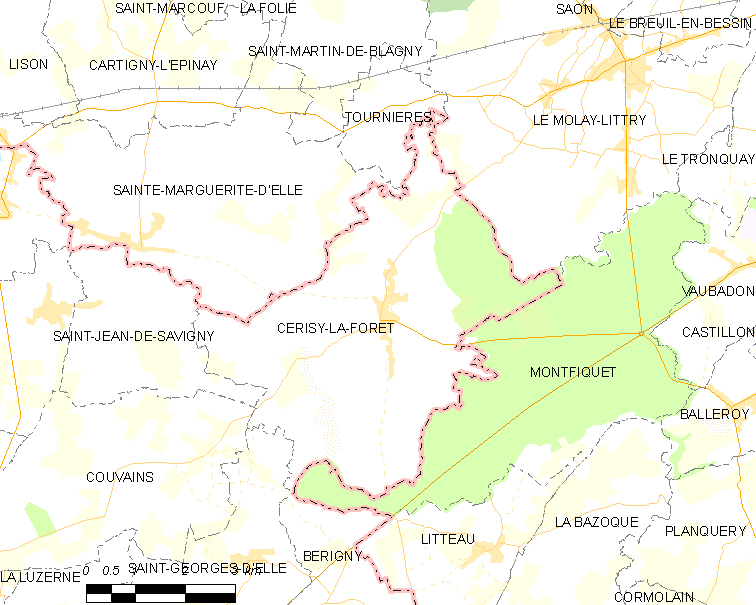
瑟里西拉福雷的OSM定位图

瑟里西拉福雷的时区为UTC+01:00、UTC+02:00（夏令时）。

## 行政
瑟里西拉福雷的邮政编码为50680，INSEE市镇编码为50110。

## 政治
瑟里西拉福雷所属的省级选区为蓬埃贝尔县。

## 人口

1962-2008年间瑟里西拉福雷人口变化图示

瑟里西拉福雷于2022年1月1日时的人口数量为1014人。